# Districtul N'Gaous
N'Gaous este un district din provincia Batna, Algeria.